# Abbos Atoyev
Abbos Atoyev (Kulhatib, 1986. június 7. –) világbajnok üzbég amatőr ökölvívó.

## Eredményei
- 2007-ben világbajnok félnehézsúlyban. A negyeddöntőben a horvát Marijo Šivoliját, az elődöntőben a kazak Jerkebulan Sinalijevet, majd a döntőben az orosz Artur Beterbijevet győzte le.